# Jean-Baptiste Lamy

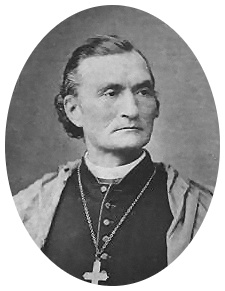
Jean-Baptiste Lamy

Jean-Baptiste Lamy (in de Verenigde Staten ook bekend als John Baptist Lamy, Lempdes, 11 oktober 1814 - Santa Fe, 13 februari 1888) was een Frans missionaris in de Verenigde Staten. Hij was de eerste bisschop en aartsbisschop van Santa Fe in New Mexico.

## Levensloop
Lamy werd geboren in een welvarend landbouwersgezin. Van de elf kinderen bereikten er vier de volwassen leeftijd en drie van hen kozen voor een kerkelijke carrière. Lamy liep school bij de jezuïeten in Billom en ging op achttienjarige leeftijd naar het seminarie van de sulpicianen in Montferrand. In 1838 werd hij tot priester gewijd.

### Reis naar de Verenigde Staten
In juli 1839 vergezelde hij Jean-Baptiste Purcell, de bisschop van Cincinnati, naar de Verenigde Staten, samen met vier andere Franse priesters. Onder hen was Joseph Machebeuf, die Lamy had leren kennen op het seminarie van de sulpicianen. Via New York en Baltimore reisde Lamy naar Cincinnati. Hij werd aangesteld als parochiepriester van Danville (Ohio). Daar was hij bouwmeester van verschillende kerkgebouwen. In 1847 werd hij aangesteld als parochiepriester van Covington (Kentucky). Begin 1848 reisde hij naar Frankrijk voor een familiebezoek en bracht bij zijn terugkeer zijn zus Marguerite, lid van de ursulinen, mee naar de Verenigde Staten.

### New Mexico

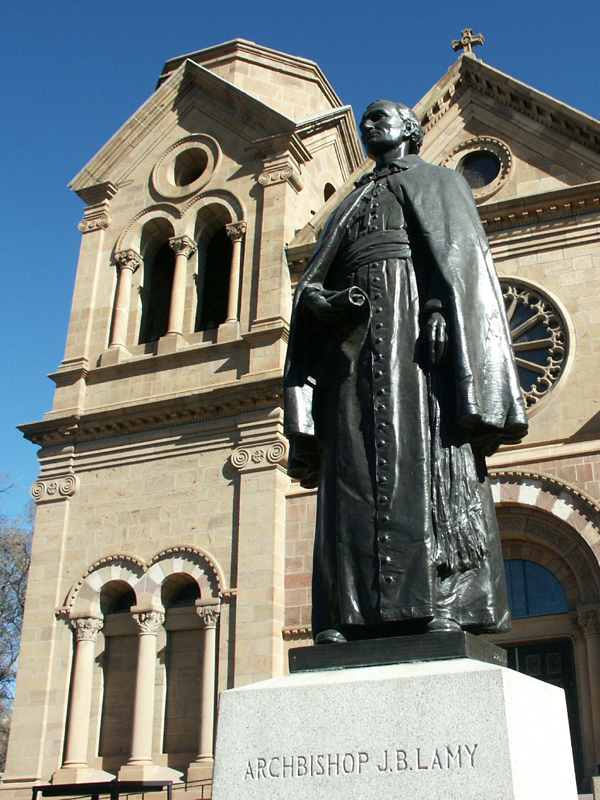
Zijn standbeeld voor de kathedraal van Santa Fe

Door het Verdrag van Guadalupe Hidalgo (1848) waren New Mexico en Arizona bij de Verenigde Staten gevoegd. Op vraag van de Amerikaanse bisschoppen werd in juli 1850 het apostolisch vicariaat New Mexico opgericht. Het omvatte een gebied van meer dan 600.000 km², een gebied dat voorheen ressorteerde onder de Mexicaanse bisschop van Durango. Lamy werd aangesteld als eerste bisschop. Op 24 november 1850 werd hij in de Saint Peter Cathedral in Cincinnati tot bisschop gewijd. Hij stelde zijn vriend Joseph Machebeuf aan tot zijn vicaris-generaal. Hij reisde vanuit New Orleans per schip naar Galveston. De Franse bisschop daar, Jean-Marie Odin, raadde hem aan eerst naar Frankrijk te reizen om daar Franse priesters te recruteren om de plaatselijke priesters te vervangen. Hij sloeg deze raad in de wind en reisde samen met Machebeuf via El Paso naar Santa Fe. Daar werd hij feestelijk onthaald door de gouverneur van het territorium, James Calhoun, en door duizenden gelovigen.
Maar al snel kwam Lamy in conflict met de plaatselijke geestelijken van New Mexico. Zij erkenden zijn gezag niet en verklaarden zich trouw aan de bisschop van Durango. Daarom reisde Lamy in september 1851 naar Durango. Hij werd er ontvangen door bisschop José Antonio Zubiría y Escalante aan wie hij zijn geloofsbrieven overhandigde. Bisschop Zubiría gaf hem een schrijven mee waarin hij de priesters van New Mexico vroeg om hun nieuwe bisschop te gehoorzamen. Na een lange reis was Lamy in 1852 in Santa Fe terug. Toch waren hiermee de problemen niet verholpen. De conflicten met de plaatselijke priesters bleven aanslepen over zaken als de inning van een kerkelijk tiende of de levenswijze van de priesters. Ook het plaatselijk lekenbroederschap, dat Lamy ouderwets vond en wilde afschaffen, vormde stof voor conflict.

### Bisschop en aartsbisschop
In 1853 werd Santa Fe een bisdom. Begin 1854 reisde Lamy naar Parijs en vervolgens naar Rome, waar hij werd ontvangen door paus Pius IX. Hij reisde naar New Mexico terug met een gevolg van jonge Franse priesters voor zijn bisdom. In 1868 werden Lamy's vertrouwelingen Machebeuf en Jean-Baptiste Salpointe bisschop van respectievelijk Colorado en Arizona. Lamy begon in Santa Fe met de bouw van een moderne kathedraal in Franse stijl om de oude kathedraal in adobe te vervangen. Hij zou de inwijding van deze kathedraal in 1895 niet meer meemaken. De bouw vorderde traag door een gebrek aan fondsen. Tegelijk werden immers ook kloosters, een school, een ziekenhuis en een weeshuis gebouwd. In 1875 werd Lamy aartsbisschop toen Santa Fe werd verheven tot aartsbisdom. Hij ging op emeritaat in 1885 en kreeg toen de titel van aartsbisschop van Cyzicus.
Lamy trok zich terug in zijn woning aan de rand van Santa Fe. Hij overleed in 1888.

## In fictie
De roman Death Comes for the Archbishop (1927) van Willa Cather is gebaseerd op het leven van Lamy.